# Gingers Welt
Gingers Welt (Originaltitel: As Told by Ginger) ist eine US-amerikanische Zeichentrickserie aus den Jahren 2000 bis 2004 des Senders Nickelodeon und des Studios Klasky Csupo.

## Inhalt
Ginger Foutley erzählt aus ihrem Leben, als sie zwölf bis 16 Jahre alt war. Zusammen mit ihren beiden besten Freundinnen Dodie Hortense Bishop und Macie Lightfoot und den vielen anderen Charakteren der Serie meistert sie zahlreiche Situationen des Teenager-Alltags und durchlebt vielerlei schöne und traurige Momente im Leben einer Heranwachsenden.

## Personen
- Ginger Foutley: Ginger Foutley ist rothaarig (englisch: ginger haired) und ein normaler Teenager, der sich in der Welt der Lucky Junior High School zurechtfinden muss. Nach und nach muss sie herausfinden, wer sie wirklich ist und stellt fest, dass sie vielleicht doch nicht so anders als die anderen ist.

- Deidre Hortense „Dodie“ Bishop: Dodie Bishop ist Ginger's beste Freundin. Noch viel stärker als Ginger verspürt sie den Wunsch in die „Coole Clique“ aufgenommen zu werden. Sie ist nicht sehr klug und manchmal frech, aber eine gute Freundin.

- Macie Lightfoot: Macie Lightfoot ist neben Dodie Gingers zweite beste Freundin. Sie ist klein, kurzsichtig und gegen fast alles allergisch, aber auch sehr intelligent. Sie ist komisch, gerät des Öfteren in regelrechte Panikattacken und hat ihre ganz eigene Vorstellung, wie Dinge zu funktionieren haben. Macie hat am 22. April Geburtstag.

- Carl Foutley: Carl Foutley ist der kleine, manchmal nervige Bruder von Ginger. Carl hat einen Hang zum Chaotischen und er liebt es, im Mittelpunkt zu stehen. Zusammen mit seinem besten Freund, Dodies kleinem Bruder Hoodsey, bewohnt er unter anderem die Hundehütte im foutleyschen Garten. In dieser Freundschaft gibt Carl meist den Ton an und versucht Hoodsey für den nächsten Plan zu begeistern. Zusammen machen sie Ginger manchmal das Leben zur Hölle. Doch Carl ist meistens auch ziemlich klug und tut immer so als wäre er ein Detektiv.

- Robert Joseph „Hoodsey“ Bishop: „Hoodsey“ trägt diesen Spitznamen, weil er immer einen lilafarbenen Pullover mit Kapuze (englisch: Hoodie) trägt. Er ist der Bruder von Dodie Bishop und klein, rundlich und ist stets an Carls Seite. Meist wird er zu diesen Taten von Carl überredet, doch manchmal schafft er es, Carls Gewissen zu wecken, um Schlimmeres zu vermeiden. Hoodsey liebt Eiscreme über alles und ist heimlich in Macie verliebt.

- Lois Foutley: Lois Foutley ist die allein erziehende Mutter von Ginger Foutley. Anders als beispielsweise Joane Bishop, die neurotische Mutter von Hoodsey und Dodie, schafft sie es in so gut wie jeder Situation einen kühlen Kopf zu bewahren und steht ihren Kindern souverän zur Seite.

- Darren Patterson: Darren ist Gingers bester und auch „erster“ Freund sowie langjähriger Nachbar. Aus dem vormals etwas schüchternen Jungen mit übergroßer Zahnspange wird mit der Zeit ein gutaussehender junger Footballspieler. Trotz phasenweiser Turbulenzen steht er Ginger immer zur Seite.

- Courtney Gripling: Sie ist das reichste und beliebteste Mädchen an der Lucky Junior High School. Zusammen mit ihrer Handlangerin Miranda hat sie zunächst nichts Besseres zu tun, als Ginger ihre Überlegenheit zu demonstrieren, doch eigentlich ist sie neugierig auf Ginger und ihre echten Freundinnen. So wird sie menschlicher und freundet sich mit Ginger an.

- Miranda Killgallen: Miranda Killgallen, eine Afroamerikanerin, ist die gemeine „rechte Hand“ von Courtney Griplin. Sie hasst Ginger Foutley und ihre Clique. Genauso kann Miranda es nicht ertragen, dass sich Ginger und Courtney von Folge zu Folge besser verstehen, und sie versucht durch manche Aktionen diese Freundschaft zu sabotieren. Sie ist weitestgehend fies und hinterlistig und überrascht in einigen wenigen Situationen durch wahre Menschlichkeit. Ihr Vater ist Polizist.

## Konzeption
Die Folgen werden oft sowohl aus der Sicht von Ginger und ihren Freundinnen, als auch aus der Sicht von Carl Foutley und „Hoodsey“ Bishop erzählt. Erst am Ende der Serie wird klar, dass es sich um Rückblenden aus Gingers Leben handelt, welche Ginger bei einer Lesung aus ihrem Tagebuch vorstellt.
Gingers Welt besteht aus drei Staffeln zu je etwa 20 Episoden. Die letzten drei Folgen bei jeder Staffel bilden zusammen einen eineinhalb Stunden langen Film. Diese sind
- Ferien in Camp Caprice (Folge 18/19/20)
- Familie Foutley on ice (Folge 41/42/43)
- Das größte Glück auf Erden. (Folge 58/59/60)

Jeder dieser Dreiteiler bringt in den folgenden Episoden große Veränderungen in Gingers Leben, wobei der letzte preisgibt, dass alle Geschehnisse aus Gingers Erinnerungen sind, die sie in ihrem Tagebuch festgehalten hat und vorliest. In der dritten Staffel gibt es noch einen Zweiteiler mit dem Titel Schmetterlinge sind Frei (Folge 47/48), der den Übergang von der Lucky Junior High zur Lucky High beschreibt.

## Produktion und Veröffentlichung
Die Serie wurde von 2000 bis 2004 durch Klasky Csupo unter der Regie von Mark Risley produziert. Die Musik komponierte Jared Faber. Die Serie wurde vom 25. Oktober 2000 bis zum 14. November 2006 durch Nickelodeon erstmals in den USA ausgestrahlt. Die Folgen erschienen teilweise auch auf DVD und waren über iTunes verfügbar.
Die deutsche Fassung wurde vom 26. Februar 2003 bis zum 29. April 2003 durch KiKA erstmals ausgestrahlt. Wiederholungen folgten durch KiKA, Nick und das ZDF. Die Serie wurde unter anderem auch ins Russische übersetzt.

## Synchronisation
| Rolle           | Synchronsprecher | Deutscher Sprecher |
| --------------- | ---------------- | ------------------ |
| Ginger Foutley  | Melissa Disney   | Joey Cordevin      |
| Carl Foutley    | Jeannie Elias    | Anja Topf          |
| Macie Lightfoot | Jackie Harris    | Eva Michaelis      |
| Dodie Bishop    | Aspen Miller     | Tanja Dohse        |
| Hoodsey Bishop  | Tress MacNeille  | Oliver Böttcher    |
| Lois Foutley    | Laraine Newman   | Isabella Grothe    |
| Blake Gripling  | Kath Soucie      | Sylvie Nogler      |
| Noelle Sussman  | Emily Kapnek     | Angela Quast       |

1. 1 2  Der Titelsong wird von der Figur der Ginger gesungen. Jedoch ist in der deutschsprachigen Version abweichend von der Synchronisation in den Episoden, Dodies Stimme Tanja Dohse im Titelsong zu hören statt Gingers Stimme Joey Cordevin.